# Juan Ramón Cabrero Obrer
Juan Ramón Cabrero Obrer, conegut futbolísticament com a Juanra (nascut el 24 d'abril de 1980 a València), és un futbolista que juga actualment a l'Hèrcules CF.